# 옥구중학교
옥구중학교(沃溝中學校)는 대한민국 전북특별자치도 군산시 대야면 지경리에 있는 공립 중학교이다.

## 학교 연혁
- 1948년 2월 15일 : 옥구중학교 설립 인가
- 1948년 3월 23일 : 개교
- 1973년 3월 1일 : 남학생과 여학생 분리(진성여중 개교로 인하여)
- 1999년 9월 1일 : 옥구중으로 학교통합(옥구중과 진성여중)
- 2021년 3월 1일 : 제32대 추창훈 교장 부임
- 2024년 2월 7일 : 제75회 25명 졸업(15,792명)
- 2024년 3월 4일 : 30명 입학(전교생 91명)

## 참고 자료
- 옥구중학교 - 한국교육학술정보원 학교알리미